# Siegelfeld
Siegelfeld ist ein Gemeindeteil der Stadt Ebern im unterfränkischen Landkreis Haßberge in Bayern.

## Geografie
Das Dorf liegt im östlichen Teil des Landkreises im Baunachgrund, links der Baunach, in einem kleinen Tal, am Fuß eines langgestreckten Höhenzugs der Haßberge. Ebern befindet sich etwa drei Kilometer im Südosten. Die Bundesstraße 279 von Fulda nach Breitengüßbach führt westlich in etwa ein Kilometer Entfernung vorbei.

## Geschichte
Der Ort hieß anfangs Krottenbach. Nach seiner Zerstörung wurde er wiederaufgebaut und Siegelfeld benannt.
Die erste urkundliche Nennung war 1232 in der Teilungsurkunde des Würzburger Bischofs Hermann, in der Ebern von der Pfarrei Pfarrweisach getrennt wurde und unter anderem „Krozenbach“ zur Pfarrei Ebern kam. Im Jahr 1435 gehörte „Sigelfeldt“ zur Zent Ebern. 1495 erhielt Hans von Rotenhan das Dörflein „zum Sigelfelth“. 1581 besaß die Kirche von Ebern Güter von den Herren von Rotenhan in „Sichelfeld“ als Lehen. 1742 hatten die von Rotenhan Untertanen im „Siegelfeld“.
1862 wurde die Landgemeinde Eyrichshof, bestehend aus sieben Orten, dem Pfarrdorf Eyrichshof, den drei Weilern Siegelfeld, Rotenhan und Kurzewind und drei Einöden, Papiermühle, Sachsenhof und Specke in das neu geschaffene bayerische Bezirksamt Ebern eingegliedert. Siegelfeld zählte im Jahr 1871 61 Einwohner. Im Jahr 1900 hatte die 573,75 Hektar große Gemeinde 239 Einwohner, von denen 230 Protestanten und 8 Katholiken waren. In dem protestantischen Siegelfeld lebten 56 Personen in 14 Wohngebäuden. Die zuständige evangelische Pfarrei und Bekenntnisschule befand sich im 1,5 Kilometer entfernten Nachbarort Eyrichshof. 1925 lebten in dem Weiler 50 Personen in 12 Wohngebäuden.
1950 hatte das inzwischen als Dorf eingeordnete Siegelfeld 69 Einwohner und 11 Wohngebäude. Die Katholiken gehörten zum Sprengel der Pfarrei Ebern. 1970 waren es 41 und 1987 42 Einwohner sowie 11 Wohngebäude mit 15 Wohnungen.
Am 1. Juli 1971 wurde Siegelfeld mit Eyrichshof nach Ebern eingegliedert. Am 1. Juli 1972 folgte im Rahmen der Gebietsreform die Auflösung des Landkreises Ebern und Siegelfeld kam zum Haßberg-Kreis.
Die evangelischen Einwohner gehören zum Sprengel der Kirchengemeinde Eyrichshof mit Pfarrsitz in Fischbach, die katholischen zum Sprengel der Pfarrei St. Laurentius in Ebern.